# Sân bay Eskişehir
Sân bay Eskişehir (IATA: ESK, ICAO: LTBI) là một sân bay quân sự ở thành phố Eskişehir, Thổ Nhĩ Kỳ.
Eskişehir là nơi đóng quân của phi đội 1 (Ana Jet Üs hay AJÜ) của Bộ tư lệnh không quân thứ nhất (Hava Kuvvet Komutanligi) Không quân Thổ Nhĩ Kỳ (Türk Hava Kuvvetleri). Các phi đội khác đóng ở Konya (LTAN), Ankara/Akıncı (LTAE), Bandırma (LTBG) và Balıkesir (LTBF).